# (74186) 1998 RJ40
(74186) 1998 RJ40 – planetoida z pasa głównego asteroid okrążająca Słońce w ciągu 3,57 lat w średniej odległości 2,33 j.a. Odkryta 14 września 1998 roku.